# Медаль Дарвина — Уоллеса
Медаль Дарвина—Уоллеса (англ. Darwin–Wallace Medal) — награда Лондонского Линнеевского общества, вручаемая за выдающиеся достижения в эволюционной биологии — одна из главных международных наград в этой области.
Ранее вручалась каждые пятьдесят лет, начиная с 1908 года — спустя пятьдесят лет после совместной презентации работ Чарльза Дарвина и Альфреда Уоллеса «On the Tendency of Species to form Varieties; and on the Perpetuation of Varieties and Species by Natural Means of Selection» в Лондонском Линнеевском обществе 1 июля 1858 года.
В 2008 году периодичность вручения награды была изменена — с 2010 года она вручается на ежегодной основе.

## Лауреаты
В 1908 году первая золотая медаль была вручена Альфреду Уоллесу, шесть серебряных медалей следующим учёным: Джозеф Долтон Гукер,  Август Вейсман, Эрнст Генрих Геккель, Фрэнсис Гальтон, Эдвин Рей Ланкестер и Эдуард Страсбургер.
В 1958 году были награждены следующие учёные: Эдгар Андерсон, Евгений Никанорович Павловский, Maurice Caullery, Бернард Ренш, Рональд Фишер, Джордж Гейлорд Симпсон, Карл Рудольф Флорин, Карл Скоттсберг, Роджер Хайм, Хью Хэмшо Томас, Джон Бёрдон Сандерсон Холдейн, Эрик Стеншё, Джон Хатчинсон, Гёте Турессон, Джулиан Хаксли, Victor van Straelen, Эрнст Майр, Дэвид Уотсон, Герман Джозеф Мёллер и John Christopher Willis (посмертно).
В 2008 году 13 серебряных медалей были вручены следующим учёным: Ник Бартон, Марк Уэйн Чейз, Брайан Кларк, Джозеф Фельзенштейн, Стивен Джей Гулд (посмертно), Питер Рэймонд Грант и Розмари Грант, James Mallet, Линн Маргулис, Джон Мейнард Смит (посмертно), Mohamed Noor, Аллен Орр и Линда Партридж.

### Лауреаты с 2010 года
- 2010: Brian Charlesworth[англ.]
- 2011: James A. Lake[англ.]
- 2012: Loren H. Rieseberg[англ.]
- 2013: Godfrey Hewitt[англ.]
- 2014: Дольф Шлютер
- 2015: Roger Butlin[нем.]
- 2016: Pamela S. Soltis[англ.] и Douglas E. Soltis[англ.]
- 2017: Джон Томпсон[3]
- 2018: Джозефин Пембертон[4]
- 2019: Сванте Паабо, Дэвид Райх
- 2020: Спенсер Барретт
- 2021: Сара Отто
- 2022: Дэвид Яблонски
- 2023: Ziheng Yang[англ.]